# Allium cornutum
Allium cornutum là một loài thực vật có hoa trong họ Amaryllidaceae. Loài này được Clementi mô tả khoa học đầu tiên năm 1841.